# 有栖妃華
有栖 妃華（ありす ひめか、7月4日 - ）は、元宝塚歌劇団雪組の娘役。
東京都世田谷区、日本女子大学附属高等学校出身。身長は162cm。愛称は「ありす」、「ぴら」、「ありすひめ」。

## 来歴
2014年、宝塚音楽学校入学。
2016年、音楽学校卒業後、宝塚歌劇団に102期生として入団。入団時の成績は19番。星組公演「こうもり／THE ENTERTAINER!」で初舞台。その後、雪組に配属。
2024年10月13日、彩風咲奈退団公演となる「ベルサイユのばら」東京公演千秋楽をもって、宝塚歌劇団を退団。
退団後は、慶應義塾大学環境情報学部へ進学。舞台活動と両立させながら勉学に励んでいる。

## 宝塚歌劇団時代の主な舞台

### 初舞台
- 2016年3 - 4月、星組『こうもり』『THE ENTERTAINER!』（宝塚大劇場のみ）

### 雪組時代
- 2016年6 - 8月、『ローマの休日』（中日劇場・赤坂ACTシアター・梅田芸術劇場）
- 2016年10 - 12月、『私立探偵ケイレブ・ハント』『Greatest HITS!』
- 2017年2月、『New Wave!-雪-』（バウホール）
- 2017年4 - 7月、『幕末太陽傳（ばくまつたいようでん）』 - 新人公演：芸者玉菊（本役：早花まこ）『Dramatic “S”!』
- 2017年11 - 2018年2月、『ひかりふる路（みち）〜革命家、マクシミリアン・ロベスピエール〜』 - 新人公演：イザベル（本役：愛すみれ）『SUPER VOYAGER!』
- 2018年3 - 4月、『誠の群像』 - 大原女『SUPER VOYAGER!』（全国ツアー）
- 2018年6 - 9月、『凱旋門』 - 新人公演：シビール（本役：星南のぞみ）『Gato Bonito!!』
- 2018年11 - 2019年2月、『ファントム』 - 新人公演：ベラドーヴァ／レミー／マリアの影（本役：朝月希和）
- 2019年3 - 4月、『PR×PRince』（バウホール） - ファン
- 2019年5 - 9月、『壬生義士伝』 - 新人公演：ビショップ夫人（イザベラ・バード）（本役：舞咲りん）『Music Revolution!』
- 2019年10 - 11月、『はばたけ黄金の翼よ』 - ジェンティルドンナ『Music Revolution!』（全国ツアー） 初エトワール
- 2020年1 - 2月、『ONCE UPON A TIME IN AMERICA（ワンス アポン ア タイム イン アメリカ）』（宝塚大劇場） - 新人公演：ベティ（本役：星南のぞみ）
- 2020年2 - 3月、『ONCE UPON A TIME IN AMERICA（ワンス アポン ア タイム イン アメリカ）』（東京宝塚劇場）
- 2020年8 - 9月、『炎のボレロ』 - エレナ『Music Revolution!-New Spirit-』（梅田芸術劇場） エトワール
- 2020年10月、凪七瑠海コンサート『パッション・ダムール-愛の夢-』（バウホール）
- 2021年1 - 4月、『fff-フォルティッシッシモ-』 - ケルビム（天使）『シルクロード〜盗賊と宝石〜』 エトワール
- 2021年6月、『ヴェネチアの紋章』 - カスパーラ／リヴィアの娘『ル・ポァゾン 愛の媚薬-Again-』（全国ツアー） エトワール
- 2021年8 - 11月、『CITY HUNTER』 - 野上唯香、新人公演：美樹（本役：星南のぞみ）『Fire Fever!』
- 2022年3 - 6月、『夢介千両みやげ』 - 新人公演：春駒太夫（本役：愛すみれ）『Sensational!』 エトワール
- 2022年7 - 8月、『ODYSSEY（オデッセイ）-The Age of Discovery-』（梅田芸術劇場）
- 2022年10 - 12月、『蒼穹の昴』 - 新人公演：徳齢（本役：千風カレン）
- 2023年2 - 3月、『BONNIE & CLYDE』（御園座） - トリッシュ
- 2023年4 - 7月、『Lilac（ライラック）の夢路』 - 夢人『ジュエル・ド・パリ!!』
- 2023年8 - 9月、『愛するには短すぎる』 - キャサリン・リパートン『ジュエル・ド・パリ!!』（全国ツアー）
- 2023年12 - 2024年2月、『ボイルド・ドイル・オンザ・トイル・トレイル』 - ロンドンっ子（アリス）『FROZEN HOLIDAY（フローズン・ホリデイ）』
- 2024年4 - 5月、『ALL BY MYSELF』（相模女子大学グリーンホール・NHK大阪ホール）
- 2024年7 - 10月、『ベルサイユのばら-フェルゼン編-』 - ミレイユ 退団公演[3]

### 出演イベント
- 2017年8月、轟悠ディナーショー『Yū, Sol y Sombra』

## 宝塚歌劇団退団後の主な活動

### 舞台
- 2025年3月、有栖妃華dinner show『my lovely』（[宝塚ホテル 宝寿の間]・[第一ホテル東京　ラ・ローズ]）
- 2025年4 - 5月、『未来へのOne Step！～世界を結ぶ愛の歌声～』（関西万博EXPOホール「シャインハット」・東京国際フォーラム・梅田芸術劇場）[5]
- 2025年7 - 8月、『ダンスカンタービレ 2025 〜VIOLET〜』（博品館劇場）[6]